# Nanov
Nanov è un comune della Romania di 3 608 abitanti, ubicato nel distretto di Teleorman, nella regione storica della Muntenia.